# Julio César Bonino Bonino
Julio César Bonino Bonino (Santa Lucía, Uruguai, 2 de fevereiro de 1947 - Tacuarembó, 8 de agosto de 2017) foi Bispo de Tacuarembó.
Julio César Bonino Bonino recebeu o Sacramento da Ordem em 26 de maio de 1974, após sua formação teológica no seminário da Diocese de Canelones.
Em 20 de dezembro de 1989, o Papa João Paulo II o nomeou Bispo de Tacuarembó. O Bispo de Canelones, Orestes Santiago Nuti Sanguinetti SDB, o consagrou em 18 de março de 1990; Co-consagradores foram o Arcebispo Emérito de Montevidéu, Carlos Parteli Keller e o Bispo de Salto, Daniel Gil Zorrilla SJ.
Bonino esteve envolvido em movimentos ambientais nacionais; foi membro da Comissão Tacuarembó, por la vida y el agua (Tacuarembó, pela vida e pela água).
Ele morreu na unidade de terapia intensiva de um hospital local em Tacuarembó.